# Agathidium bushi
Agathidium bushi  (лат.) — вид жуков семейства лейодиды.

## Распространение
США: Вирджиния, Огайо, Северная Дакота.

## Общие сведения
Мелкие жуки (2,8—3,2 мм) бурого цвета. Голова, пронотум и надкрылья желтовато-красные, конечности желто-бурые.

## Этимология
Энтомологи Келли Миллер (Kelly Miller) и Квентин Уилер (Quentin Wheeler) в 2005 году назвали этот вид в честь действующего тогда Президента США Джорджа Буша, мл..